# Albert Vanhoye
Albert Vanhoye (Hazebrouck, 24 luglio 1923 – Roma, 29 luglio 2021) è stato un cardinale francese, appartenente alla Compagnia di Gesù; è stato il membro più anziano del Collegio cardinalizio dal 4 settembre 2019 fino alla morte.

## Biografia

### Formazione
Albert Vanhoye è nato il 24 luglio 1923 ad Hazebrouck, regione Nord-Passo di Calais (oggi Alta Francia) e diocesi di Lilla (oggi arcidiocesi), nella parte settentrionale dell'allora Terza Repubblica francese (oggi Repubblica francese).
Nel 1934 è entrato nel seminario minore della città natale dove ha compiuto gli studi umanistici. L'11 settembre 1941 è entrato nella Compagnia di Gesù a Le Vignau, emettendo i primi voti il 15 novembre 1944 ed in seguito la professione solenne. Dal 1947 al 1950 ha studiato per ottenere la licenza in filosofia scolastica nello scolasticato dei gesuiti a Vals-près-le-Puy. Nel 1951 ha conseguito una seconda licenza teologia nello scolasticato dei gesuiti ad Enghien, in Belgio.

### Ministero sacerdotale
Ha ricevuto l'ordinazione sacerdotale il 25 luglio 1954, ad Enghien, per imposizione delle mani di Henri-Charles Dupont, vescovo titolare di Dorileo ed ausiliare di Lilla, il giorno dopo aver compiuto trentuno anni. 
Dal 1956 al 1958 ha studiato presso il Pontificio istituto biblico dove ha ottenuto la licenza in sacra scrittura. In seguito è diventato docente nel seminario gesuita di Chantilly. Tornato a Roma nel 1963, ha conseguito il dottorato in sacra scrittura presso il Pontificio istituto biblico con un componimento sulla Lettera agli Ebrei.
Completati gli studi è divenuto docente nel Pontificio istituto biblico in cui è stato decano della Facoltà biblica nel 1969. Nel 1984 è divenuto, sessantunenne, rettore dello stesso istituto, succedendo a padre Maurice Gilbert; ha ricoperto tale incarico fino al 1990, quando gli è succeduto Klemens Stock, divenendo contestualmente professore emerito.
È stato segretario speciale assistente della VII Assemblea Generale Ordinaria del Sinodo dei vescovi tenutasi nella Città del Vaticano dal 1º al 30 ottobre 1987.
È stato anche consultore della Congregazione per la dottrina della fede dal 1990, della Congregazione per l'educazione cattolica dal 1978 al 1999 e del Pontificio consiglio per la promozione dell'unità dei cristiani dal 1980 al 1996 nonché membro della Pontificia commissione biblica dal 1984 al 2001.
Nel 1990 è divenuto, sessantasettenne, segretario della Pontificia Commissione Biblica, succedendo ad Henri Cazelles, P.S.S.. In questo modo è divenuto uno strettissimo collaboratore del cardinale Joseph Ratzinger, prefetto della Congregazione per la dottrina della fede e della stessa Pontificia Commissione Biblica, futuro papa Benedetto XVI. Il suo campo di ricerca è stato soprattutto lo studio della Lettera agli Ebrei. Nel 2001, all'età di settantotto anni, si è dimesso per raggiunti limiti d'età dall'incarico di segretario.

### Cardinalato
Il 22 febbraio 2006, al termine dell'Udienza generale, papa Benedetto XVI ha annunciato la sua creazione a cardinale nel concistoro del 24 marzo seguente, definendolo "un grande esegeta"; avendo già ottantadue anni al momento dell'annuncio, non ha avuto il diritto di entrare in conclave e di essere membro dei dicasteri della Curia romana, in conformità all'art. II § 1-2 del motu proprio Ingravescentem Aetatem, pubblicato da papa Paolo VI il 21 novembre 1970. Inoltre, a motivo dell'età avanzata, ha chiesto ed ottenuto di essere dispensato dalla consacrazione episcopale, in deroga da quanto stabilito nel motu proprio Cum Gravissima, promulgato da papa Giovanni XXIII il 15 aprile 1962.
Durante la cerimonia, svoltasi sul sagrato della Basilica di San Pietro in Vaticano, gli sono stati conferiti la berretta e la diaconia di Santa Maria della Mercede e Sant'Adriano a Villa Albani, vacante dal 3 marzo 1996, giorno della morte del cardinale statunitense John Joseph Krol, arcivescovo emerito di Filadelfia. Come suo motto il neo cardinale Vanhoye ha scelto Cordi Tuo unitus, che tradotto vuol dire "Unito al Tuo cuore". Ha preso possesso della sua diaconia durante una cerimonia svoltasi il 28 maggio 2006.
Dal 10 al 16 febbraio 2008 ha tenuto gli esercizi spirituali alla Curia Romana alla presenza di Benedetto XVI.
L'11 maggio seguente è stato nominato, ottantaquattrenne, gran priore del Sacro Militare Ordine Costantiniano di San Giorgio, succedendo al cardinale Mario Francesco Pompedda, deceduto settantasettenne il 18 ottobre 2006; si è dimesso da tale incarico il 29 giugno 2010, ottantaseienne, venendo sostituito dal cardinale Renato Raffaele Martino. Da allora fino alla morte è stato consigliere ecclesiastico della Real Casa dei Borbone di Napoli delle Due Sicilie.
Il 20 giugno 2016, durante un concistoro ordinario pubblico per il voto su alcune cause di canonizzazione, dopo averne fatto richiesta ha optato per l'ordine dei cardinali presbiteri mantenendo la diaconia di Santa Maria della Mercede e Sant'Adriano a Villa Albani elevata a titolo presbiterale pro hac vice, avendo trascorso un decennio come cardinale diacono, ai sensi del can. 350 § 5-6 del Codice di diritto canonico.
Il 4 settembre 2019, giorno della morte del connazionale Roger Etchegaray, sottodecano emerito del Collegio Cardinalizio, è divenuto il più anziano cardinale vivente.
È morto il 29 luglio 2021 a Roma all'età di 98 anni; i funerali sono stati celebrati due giorni dopo presso l'altare della Cattedra nella basilica di San Pietro in Vaticano dal cardinale Leonardo Sandri, sottodecano del Collegio cardinalizio.
Era considerato uno dei biblisti più importanti della storia biblica contemporanea.

## Opere principali
- Situation du Christ. Epître aux hébreux 1 et 2, Cerf, Paris 1969;
- La Structure littéraire de l'Epître aux Hébreux, Desclée de Brouwer, Tournai, 1963, 19762;
- Prêtres anciens, prêtre nouveau selon le Nouveau Testament, Éditions du Seuil, Paris 1980;
- Il sacerdozio della nuova alleanza, Àncora, Milano 1999 (con Franco Manzi e Ugo Vanni);
- Gesù Cristo il mediatore nella lettera agli ebrei, Cittadella, Assisi 2007;
- Accogliamo Cristo nostro sommo sacerdote. Esercizi spirituali con Benedetto XVI, Libreria Editrice Vaticana 2008.
- L'episola agli ebrei. «Un sacerdote diverso», EDB, Bologna 2010;
- I carismi nel Nuovo Testamento, Pontificio Istituto Biblico, Roma 2011;
- Lettera ai Galati. Nuova versione, introduzione e commento, Paoline, Milano 2015;
- La passione secondo i quattro Vangeli, 1983, 20182 (con Ignace de La Potterie e Christian Duquoc);
- Il sangue dell'alleanza. Esercizi spirituali sulla vita eucaristica, San Paolo, Cinisello Balsamo 2021.
- Dio ha tanto amato il mondo. Lectio divina sul "sacrificio" di Cristo, Paoline, San Giuliano Milanese, 2025.